# Ел Хаким би Амр Алах
Абу Али Мансур Тарику Хаким ("Владар по Божјој заповести; 985-1021) био је шести фатимидски калиф и 16. исмаилитски имам. Владао је од 996. до 1021. године.

## Биографија
Хаким је на престолу наследио свога оца ел Азиза 996. године. Имао је свега 11 година. Због тога су на почетку његове владавине регентство вршили везири. Када је 1000. године дошао на власт, Хаким је започео са честим смењивањем везира. Током његове владавине промењено је чак двадесет везира. Многи од њих су убијени када им се владавина завршила. Хаким важи за једног од најконтраверзнијих фатимидских владара. У спољној политици се истакао у борбама са Византијским царством од кога је освојио Алепо. Борио се и против Абасидског калифата.
На почетку владавине Хаким је био толерантан према Јеврејима и хришћанима. Међутим, након што је оптужен да је прикривени хришћанин, Хаким је започео са прогоном хришћана. Године 1009. срушио је Цркву Светог Гроба у Јерусалиму. Пред крај владавине поново је увео толеранцију према не-муслиманима. Последњих година живота одао се аскези. Често је напуштао Каиро. Приликом једног таквом избивања пронађен је само његов магарац са крвавом кошуљом. Наследио га је син ел аз-Захир.
Хаким је био последњи велики фатимидски калиф. Након његове смрти стварну власт у Египту држаће везири, а калифи ће бити постављани само као привид владавине. Такво стање ће се одржати све до 1169. године када ће Фатимидски калифат Саладин прикључити Абасидском.